# Durchströmturbine

Funktionsweise einer Durchströmturbine
1 – Belüftungsventil
2 – Leitapparat
3 – Gehäuse
4 – Laufrad
5 – Eckkasten
6 – Schaufeln
7 – Wasserfluss
8 – Welle

Die Durchströmturbine, auch bekannt als Querstromturbine oder nach den Namen der Entwickler als Bánki-Turbine, Michell-Turbine oder Ossberger-Turbine, ist eine Wasserturbine, bei der das Wasser den Turbinenläufer anders als bei einer gewöhnlichen, axial oder radial durchströmten Turbine, quer durchströmt. Das Wasser tritt am Umfang ein und nach Durchlaufen des Laufradinneren gegenüberliegend wieder aus. Durch den doppelten Aufschlag ergibt sich eine vergleichsweise bessere Wirkung und damit ein gewisser Selbstreinigungseffekt oder Schmutzresistenz. Die Durchströmturbine zählt nach ihrer spezifischen Drehzahl zu den Langsamläufern.
Die Turbine wurde parallel vom Ungarn Donát Bánki, vom Deutschen Fritz Ossberger und vom Australier Anthony George Maldon Michell entwickelt. Ossberger brachte diese Turbinenbauart zur Serienreife. Er patentierte 1922 eine „Freistrahlturbine“
und 1933 die „Durchströmturbine“.
Das von ihm gegründete Unternehmen ist heute führender Hersteller dieses Turbinentyps.
Das Zellenrad ist in der Breite geteilt, meist im Verhältnis 1:2, die Wasserregelung durch den gleich geteilten Regulierapparat (Klappensystem im Oberwasser) erlaubt einen dreistufigen Betrieb; je nach Wasseranfall mit einem Drittel (kleines Breitenteil), zwei Drittel (großes Breitenteil) oder drei Drittel (beide Breitenteile) der vollen Leistung. Dadurch bleibt der Wirkungsgrad hoch, auch wenn der Wasserzustrom gering ist.

## Ausführliche Beschreibung

Aufbau einer Ossberger-Turbine, 2-zellig (1:2), Zulauf von oben, Beaufschlagung von der Seite

Die Turbine besteht aus einem walzenförmigen Laufrad mit horizontaler Welle, bestehend aus zahlreichen (bis zu 37 Stk.), im Kreis angeordneten parallelen Schaufeln mit beidseitig angespitztem Profil (wegen des Strömungswiderstandes), bestehend aus einem halbierten Kreisringquerschnitt (Rohr der Länge nach auseinandergeschnitten). Um die käfigförmig angebrachten halbzylindrischen Schaufeln anzuschweißen, sind an beiden Wellenenden kreisrunde Randscheiben angeordnet. Die Welle geht oft nicht  durch, weil sie der Strömung im Weg wäre. Beim Aussehen ist der Vergleich mit einem Hamster-Laufrad naheliegend: Die dort runden Laufstäbe sind bei der Turbine rinnenförmig.
Die Turbine wird zunächst von außen nach innen beaufschlagt. Der klappen- und/oder zungenförmige Regulierapparat variiert durch Querschnittsveränderung die Durchflussmenge der Turbine. Die Richtung des Wasserstrahles zur gedachten zylindrischen Laufradaußenfläche ist konstruktiv durch eine feststehende Düse erzeugt, so, dass das Wasser relativ unter ca. 45 Grad zur Eintrittstangente in das Laufrad eintritt und dabei einen Teil der kinetischen Energie an die gerade aktiven Zylinderschaufeln abgibt.
Je nach Stellung des Regulierapparates (0–100 %) werden auch 0–100 % * 30/4 Schaufeln beaufschlagt. Die Triebwasserzufuhr wird durch zwei kraftausgeglichene Profilleitschaufeln gesteuert.  Die Leitschaufeln teilen den Wasserstrom, richten ihn und lassen ihn stoßfrei in den Läufer eintreten, unabhängig von der Öffnungsweite. Beide Drehschaufeln sind exakt in das Turbinengehäuse eingepasst. Sie halten die Leckagemenge so klein, dass die Leitschaufeln bei geringen Fallhöhen als Absperrorgan dienen können. Dann können Absperrschieber zwischen Druckrohr und Turbine entfallen. Beide Leitschaufeln lassen sich getrennt voneinander über Regulierhebel verstellen, an die die Automatik- oder Handregulierung angeschlossen ist. Die Turbinengeometrie (Düse–Laufrad–Welle) stellt somit sicher, dass im Laufradinneren kein Zerbesen oder Zerstäuben des Wasserstrahles an der Welle (durch Berührung) auftritt, da ca. 1/3 der Gesamtleistung noch beim Austritt von innen nach außen an das Laufrad abzugeben ist. Damit wird am Laufrad zweimal Arbeit im Verhältnis 2:1 verrichtet. Aus der Sicht der Beschaufelung fließt das Wasser bidirektional durch die Schaufelkanäle, außen–innen und innen–außen. Dadurch, dass die meisten Turbinen zweistrahlig arbeiten, sind zwei Wasserstrahlen im Inneren des Laufrades ohne gegenseitige Beeinträchtigung zu führen. Dies ist jedoch nur gesichert, wenn Turbine, Gefälle und Turbinendrehzahl aufeinander abgestimmt sind.
Die Durchströmturbine ist eine Gleichdruckturbine, das heißt der Druck am Laufrad ändert sich nicht.
Meist wird eine Durchströmturbine in Zellenbauweise gebaut, um ihr Gesamt-Teillastverhalten zu verbessern. Die Turbine besteht dabei aus zwei Kammern mit zwei Laufrädern auf einer gemeinsamen Welle, wobei die Kammern für 1/3 und 2/3 des Volumenstroms aufgeteilt sind. Die kleinere Kammer wird bei kleinen Wasserströmen benutzt, die größere bei mittlerer Wassermenge und bei großem Wasseraufkommen werden beide Kammern durchströmt.

## Vergleich mit anderen Turbinen

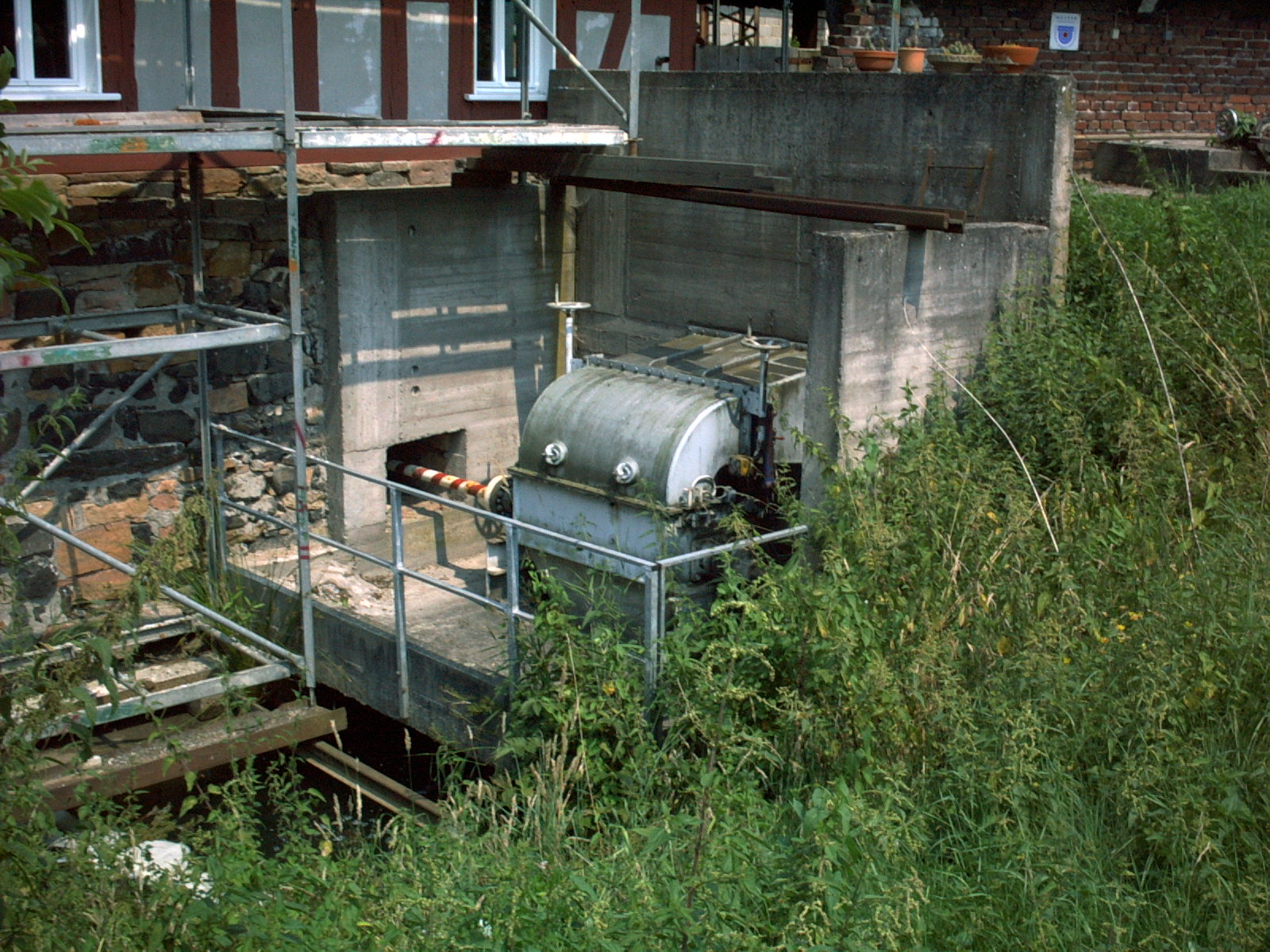
Ossberger-Turbine des Wasserkraftwerks der Neumühle im Inselbetrieb

Im Vergleich zu Kaplan-, Francis- und Peltonturbinen hat die Durchströmturbine einen leicht geringeren Spitzenwirkungsgrad, den der flache Verlauf des Wirkungsgrades jedoch aufwiegt. Durch die Aufteilung wird jede Wassermenge von 1/6 bis 1/1 Beaufschlagung mit optimalem Wirkungsgrad verarbeitet. Aufgrund des günstigen Preises und der einfachen Regulierbarkeit wird sie vor allem bei Klein- und Kleinstkraftwerken mit einer Nennleistung bis ca. 5.000 kW und Fallhöhen bis 200 Meter eingesetzt. Gerade bei kleinen Laufwasserkraftwerken bringt der flache Wirkungsgradverlauf eine höhere Jahresarbeit als bei anderen Turbinensystemen, da Laufgewässer oft über mehrere Monate eine schwache Wasserführung haben. Ob in dieser Zeit Strom erzeugt wird, hängt von der Wirkungsgradcharakteristik der jeweiligen Turbine ab. Turbinen mit hohem Spitzenwirkungsgrad, aber ungünstigem Teillastverhalten, erwirtschaften in Laufwasserkraftwerken mit schwankender Wasserführung einen geringeren Jahresertrag als Turbinen mit flachem Verlauf der Wirkungsgradkurve. Wegen des robusten Teillastverhaltens ist die Turbine auch sehr gut für autonome Stromerzeugung geeignet. Ein Vorteil gegenüber allen übrigen Turbinentypen liegt in der Einfachheit der Konstruktion, es gibt maximal zwei Wälzlager zu tauschen und nur drei sich drehende Teile, die Mechanik ist sehr einfach und daher von fast jedermann ohne Spezialwerkzeug zu reparieren.
Dadurch, dass der Wasserstrahl in das Laufradinnere eintritt und sogleich wieder von innen nach außen seine Durchströmrichtung umkehrt, können Laub, Gras etc. nicht im Laufradinneren hängenbleiben und dadurch Strömungsverluste erzeugen. Die niedrigere Nennwirkungsgradverlaufskurve als Funktion des Teillast/Volllast-Verhältnisses wird durch das ständig saubere Laufrad konstant gehalten.
Andere Turbinentypen mit geringer Leistung sind bei unidirektionaler Wasserführung verschmutzungsgefährdeter und verlieren dabei Leistung. Hier muss ein Laufrad-Reinigungsvorgang durch Strömungsumkehr bzw. Strömungsstörung durch Drehzahländerung durchgeführt werden, der bei Durchströmturbinen entfällt.